# اسکات وا
اسکات وا (انگلیسی: Scott Waugh) متولد ۱۹۷۰ کارگردان، تهیه‌کننده، تدوینگر و بدل‌کار سابق آمریکایی است. که بیشتر به خاطر کارگردانی فیلم جنگی قانون شجاعت در سال ۲۰۱۲ شناخته می‌شود. او همچنین فیلم‌های جنون سرعت و بی‌مصرف‌ها ۴ را نیز کارگردانی کرده‌است. اسکات وا برنده جایزه "۱۰ کارگردان برای تماشا" در جشنواره بین‌المللی فیلم پام اسپرینگز در سال ۲۰۱۲ شد.

## آثار کارگردانی
- قانون شجاعت (۲۰۱۲)
- جنون سرعت (۲۰۱۴)
- زیر شش: معجزه در کوهستان (۲۰۱۷)
- ضربه پنهان (۲۰۲۳)
- بی‌مصرف‌ها ۴ (۲۰۲۳)
- دونده (۲۰۲۶)